# James Kwalia
James Kwalia Chepkurui ('C'Kurui') (arabisch جيمس كواليا, * 12. Juni 1984 im Trans-Nzoia District, Provinz Rift Valley, Kenia) ist ein ehemaliger katarischer Langstreckenläufer kenianischer Herkunft, der seit 2005 für Katar startberechtigt ist. Sein größter Erfolg war der Gewinn der Bronzemedaille über 5000 m bei den Weltmeisterschaften 2009 in Berlin. Zudem siegte er zweimal bei den Asienmeisterschaften und siegte auch bei den Asienspielen.

## Sportliche Laufbahn
Erste Erfahrungen bei internationalen Meisterschaften sammelte James Kwalia im Jahr 2001, als er bei den Juniorenweltmeisterschaften in Debrecen in 7:57,71 min die Bronzemedaille im 3000-Meter-Lauf gewann. 2003 belegte er beim IAAF World Athletics Final in Monaco in 7:41,40 min den fünften Platz über 3000 m und im Jahr darauf wurde er dann in 7:39,40 min Zweiter hinter seinem Landsmann Eliud Kipchoge. Nach seinem Nationenwechsel erreichte er bei den Crosslauf-Weltmeisterschaften 2005 in Saint-Étienne nach 12:00 min Rang 15 im Kurzrennen und sicherte sich in der Teamwertung die Bronzemedaille hinter den Teams aus Äthiopien und Kenia. Zudem qualifizierte er sich im 5000-Meter-Lauf auf Anhieb für die Weltmeisterschaften in Helsinki, bei denen er in 13:38,90 min im Finale den 13. Platz belegte. Anschließend siegte er in 14:08,56 min bei den Asienmeisterschaften in Incheon und wurde beim World Athletics Final in 13:41,10 min Sechster über 5000 m. Bei den Crosslauf-Weltmeisterschaften 2006 in Fukuoka gelangte er nach 11:29 min auf Rang 43 im Kurzrennen und im Dezember nahm er dann an den Asienspielen in Doha teil und siegte dort in 13:38,90 min über 5000 m. 2008 gewann er bei den Hallenasienmeisterschaften ebendort in 7:50,76 min die Bronzemedaille über 3000 m hinter seinem Landsmann Onèsphore Nkunzimana und Surenda Singh aus Indien. Anschließend klassierte er sich bei den Hallenweltmeisterschaften in Valencia mit 8:00,44 min auf dem neunten Platz. Im August nahm er über 5000 m an den Olympischen Sommerspielen in Peking und gelangte dort mit 13:23,48 min im Finale auf Rang acht, ehe er beim World Athletics Final in Stuttgart in 8:04,07 min den fünften Platz über 3000 m belegte.
2009 siegte er in 13:52,62 min über 5000 m bei den Militär-Weltmeisterschaften in Sofia und erreichte nach 3:48,86 min Rang neun im 1500-Meter-Lauf. Im August startete er dann erneut über 5000 m bei den Weltmeisterschaften in Berlin und gewann dort in 13:17,78 min im Finale die Bronzemedaille hinter dem Äthiopier Kenenisa Bekele und Bernard Lagat aus den Vereinigten Staaten. Daraufhin siegte er in 14:04,22 min bei den Arabischen Meisterschaften in Damaskus sowie in 8:00,40 min über 3000 m bei den Hallenasienspielen in Hanoi und stellte damit eine neue Rekordmarke auf. Daraufhin siegte er in 14:02,90 min erneut über 5000 m bei den Asienmeisterschaften in Guangzhou. Im Jahr darauf sicherte er sich bei den Hallenasienmeisterschaften in Teheran in 7:57,73 min die Goldmedaille über 3000 m und belegte lurz darauf in 7:46,12 min den achten Platz bei den Hallenweltmeisterschaften in Doha. Im November nahm er erneut an den Asienspielen in Guangzhou teil und gewann dort in 13:48,55 min die Silbermedaille über 5000 m hinter dem Bahrainer Ali Hasan Mahboob und belegte in 28:55,14 min den siebten Platz im 10.000-Meter-Lauf. Er setzte seine Karriere bis 2013 ohne weitere Meisterschaftsteilnahmen dort und beendete dann im März in Taroudant seine aktive sportliche Karriere im Alter von 29 Jahren.

## Persönliche Bestzeiten
- 1500 Meter: 3:37,02 min, 23. September 2006 in Shanghai
- Meile: 3:50,39 min, 1. Juni 2003 in Hengelo
- 2000 Meter: 4:59,11 min, 2. September 2003 in Naimette-Xhovémont
- 3000 Meter: 7:28,28 min, 3. September 2004 in Brüssel
  - 3000 Meter (Halle): 7:44,61 min, 12. März 2010 in Doha
- 5000 Meter: 12:54,58 min, 27. Juni 2003 in Oslo
  - 5000 Meter (Halle): 13:25,69 min, 13. Februar 2009 in Düsseldorf
- 10.000 Meter: 28:55,14 min, 26. November 2010 in Guangzhou